# Saint-Raphaël, Var
Saint-Raphaël (okcitansko/provansalsko Sant-Rafèu) je letoviško mesto in občina v jugovzhodnem francoskem departmaju Var regije Provansa-Alpe-Azurna obala. Mesto ima okoli 36.000 prebivalcev.

## Geografija
Kraj leži na skrajnem vzhodu Fréjuskega zaliva, na meji z departmajem Alpes-Maritimes.

## Administracija
Saint-Raphaël je sedež istoimenskega kantona, vključenega v okrožje Draguignan. Skupaj s sosednjim Fréjusom tvori enovito mesto in aglomeracijsko skupnost Fréjus Saint-Raphaël.

## Zgodovina
Ime kraja izhaja od cerkve, leta 1065 posvečene nadangelu Rafaelu (danes cerkev sv. Petra), v letu 1073 imenovan Sanctus Raphaël.
V času druge svetovne vojne, 15. avgusta 1944, je bila njegova obala eno od prizorišč zavezniškega izkrcanja v južni Franciji (Operacija Dragoon).
Leta 1957 so iz vzorca prsti, zbrane v bližini mesta, prvikrat uspeli osamiti bakterijo Streptomyces mediterranei, slednja je postala vir za zdravilo proti tuberkulozi Rifamycin.

## Zanimivosti
- bazilika Notre-Dame de la Victoire, zgrajena leta 1887 v neobizantinskem slogu, v spomin na zmago krščanskih sil nad Otomanskim imperijem v bitki pri Lepantu 7. oktobra 1571.
- cerkve sv. Petra (v starem jedru mesta), Notre-Dame du Sacré-Cœur (Agay), sv. Bernardke (Valescure), Sacré-Cœur (Boulouris).

## Pobratena mesta
- Djermouk (Armenija),
- Gent (Belgija),
- St. Georgen im Schwarzwald (Nemčija),
- Tiberija (Izrael).